# Catarina de França, Condessa de Montpensier
Catarina de França (em francês:  Catherine de France; Hôtel Saint-Pol, 4 de fevereiro de 1378 – Paris, outubro ou novembro de 1388) foi uma princesa da França por nascimento. Ela foi condessa de Montpensier como esposa de João de Berry, Conde de Montpensier.

## Família
Catarina foi a sexta filha, nona e última criança nascida do rei Carlos V de França e de Joana de Bourbon.
Os seus avós paternos eram o rei João II de França e Bona de Luxemburgo. Os seus avós maternos eram o duque Pedro I de Bourbon e Isabel de Valois.
Ela teve oito irmãos mais velhos, porém, apenas dois chegaram à idade adulta: o rei Carlos VI, conhecido como "o Louco", marido de Isabel da Baviera, e Luís de Valois, Duque de Orleães, marido de Valentina Visconti.

## Biografia
Joana, a mãe de Catarina, morreu ao dar a luz a filha, em 6 de fevereiro, dois dias após o parto. O rei ficou muito triste, e ele morreu apenas dois anos depois da esposa, em 1380. O novo rei era o herdeiro, Carlos VI.
Catarina, com apenas oito anos de idade, ficou noiva de João, conde de Montpensier, que tinha cerca de nove anos. Ele era filho de João de Berry, regente de Carlos VI durante a sua menoridade, e de Joana de Armagnac. Como eles eram primos, pois o pai do conde era tio de Catarina, os dois precisaram de uma dispensa papal devido à consanguinidade, a qual foi concedida em 5 de agosto de 1386, mesmo dia em que se casaram, na mansão de Saint-Ouen.
Devido à pouca idade de ambas as partes, o casamento muito provavelmente não foi consumado, e não gerou descendência.
Catarina morreu apenas dois anos depois do casamento, em outubro ou novembro de 1388, aos dez anos, e foi sepultada na Abadia de Maubuisson, na comuna de Saint-Ouen-l'Aumône.
Após a morte da esposa, o seu viúvo se casou com Ana de Bourbon, porém, esta união também não resultou em filhos.